# HMS Sheffield (1936)
HMS Sheffield – brytyjski krążownik lekki typu Southampton, zwodowany 23 czerwca 1936 roku.
W czasie II wojny światowej służył w Eskadrze Krążowników Drugiej Floty. W kwietniu 1940 podczas kampanii norweskiej transportował na pokładzie żołnierzy 146 Brygady Piechoty do Norwegii, potem wysłany do Gibraltaru, gdzie dołączył do Zespołu H (Force H). W maju 1941 wziął udział w akcji przeciw niemieckiemu pancernikowi „Bismarck”. 26 maja 1941 stał się celem omyłkowego nalotu brytyjskich samolotów torpedowych z lotniskowca „Ark Royal”, lecz uniknął trafień. Odegrał istotną rolę w odnalezieniu i utrzymaniu kontaktu z „Bismarckiem”. W nocy 26 maja został ostrzelany przez „Bismarcka” i wycofał się, odłamki bliskich wybuchów pocisków zabiły na krążowniku trzech ludzi i uszkodziły radar.
W roku 1942 brał udział w eskortowaniu konwojów na morzach arktycznych do ZSRR. W czasie jednego z nich walnie przyczynił się do zwycięstwa w bitwie na Morzu Barentsa 31 grudnia 1942 (tzw. bitwa noworoczna), w czasie której został uszkodzony krążownik ciężki „Admiral Hipper” i zatopiony niszczyciel „Friedrich Eckoldt”. W grudniu 1943 razem z innymi okrętami Royal Navy uczestniczył w pościgu za niemieckim pancernikiem „Scharnhorst” w okolicy Przylądka Północnego, rozpoczynając ostrzał tego okrętu, co doprowadziło do jego zniszczenia. Później między innymi ochraniał lotniskowce uczestniczące w ataku na niemiecki pancernik „Tirpitz”. Po wojnie, w 1967 roku został złomowany.

## Uzbrojenie
- 12 dział 152 mm w czterech wieżach trzydziałowych (4xIII)
- 8 dział uniwersalnych 102 mm Mk XVI na podstawach dwudziałowych Mk XIX (4xII)
- 8 dział przeciwlotniczych 40 mm Mk VIII („pom-pom”) (2xIV)
- 8 karabinów maszynowych 12,7 mm (2xIV)
- 6 wyrzutni torpedowych kalibru 533mm (2xIII)